# 成熟メッセンジャーRNA

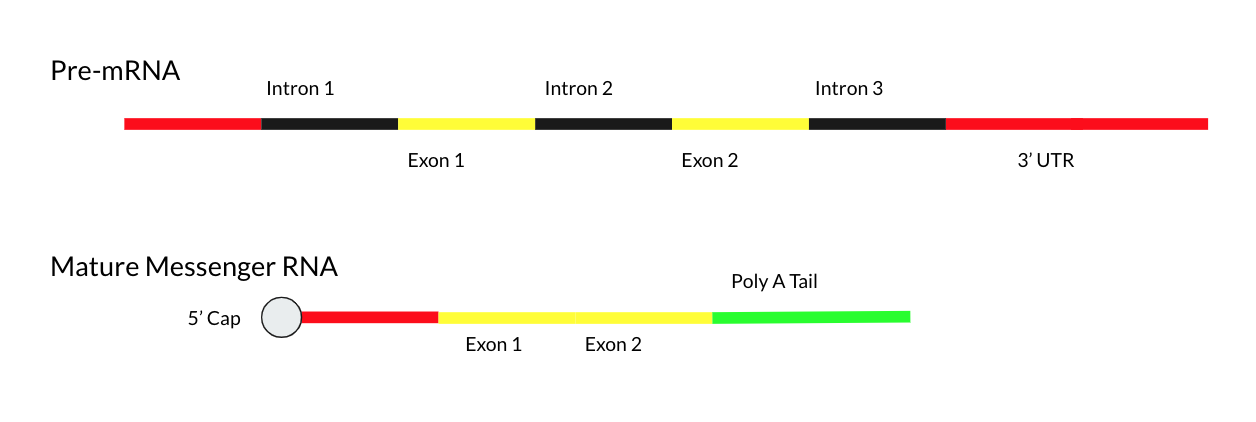
The Maturation of mRNA

成熟メッセンジャーRNA（せいじゅくメッセンジャーアールエヌエー、英: mature messenger RNA、成熟mRNA）は、真核生物のRNA転写産物で、スプライシングなどの転写後修飾を処理を終えて、タンパク質合成の過程で翻訳される準備が整ったものである。転写直後の真核生物のRNA（前駆体メッセンジャーRNAという）とは異なり、成熟mRNAはエクソンのみで構成されて、すべてのイントロンが除去されている。
成熟mRNAは、成熟転写産物（英: mature transcript）、成熟RNA（英: mature RNA）、成熟mRNA（英: mature mRNA）と呼ばれることもある。
成熟mRNA分子の生成は、3つのステップで行われる。
1. キャッピングは、7-メチルグアノシン残基が一次転写産物の5'末端に結合する。これはGTPまたは5'キャップと呼ばれ、安定化とリボソームの付着点として使用される[1]。
2. ポリアデニル化では、転写後に核ポリメラーゼによって約200個のアデニル酸残基からなるポリアデノシンテールが付加される。これはポリAテール（ポリA尾部）と呼ばれ、mRNAが細胞核から出てリボソームを見つけることができるように安定化と誘導に使用される[4]。
3. RNAスプライシングは、非コードRNAのイントロンを除去してエクソンを残し、エクソンがスプライシングされて結合し、最終的なメッセンジャーRNA（mRNA）を形成する[2][5]。